# Estàtua de Sobekneferu
L'Estàtua de Sobekneferu és una estàtua de la reina Sobekneferu, governant de l'antic Egipte, fou trobada al Temple de Taharqa de Semna, durant unes excavacions, i és l'única estàtua d'aquesta governant el cap de la qual s'ha conservat. Sobekneferu (del 1810/1793 al 1806/1789 abans de la nostra era) fou la primera reina governant d'Egipte, o la segona si Merneith també ho fou en lloc de regent. Ara se sap que la famosa Nitokris és només llegendària. S'han conservat estàtues de Sobekneferu, però totes sense cap. L'estàtua de Semna es va trencar amb el temps. La part superior, la traslladaren al Museu Egipci de Berlín el 1899 (inventari núm. 14475). Aquest bust es va perdre en la Segona Guerra Mundial, i només se n'han conservat fotos i motles en guix.
El cap mostra una dona amb una llarga perruca. El nas s'ha trencat. La cara té trets estilístics de finals de l'Imperi Mitjà. Típic dels retrats reials d'aquest temps és la representació aparentant una certa edat, que contrasta amb els retrats idealitzats joves de les altres èpoques de la història egípcia. La part inferior de l'escultura es va trobar durant les excavacions de George Andrew Reisner a Semna i és al Museu de Belles Arts de Boston (inventari núm. 24.742). Mostra una dona amb la túnica llarga i cenyida sostinguda per tirants amples, asseguda en un senzill tron cúbic, denominat arcaic. Més tard, aquests trets es van convertir en usuals en les representacions de culte i funeràries fins al final de la civilització egípcia, a la fi de l'època romana. La relació entre les dues parts de l'estàtua no es va saber durant molt de temps, però l'egiptòloga Biri Fay va provar-la.
Hi ha un símbol jeroglífic a l'estàtua, la Unió de les Dues Terres, gravat en cada costat del tron, i això fa que l'escultura siga clarament reial i es puga atribuir a Sobekneferu, ja que és l'única dona de l'Imperi Mitjà que governà com a reina sobirana.